# Отунит
Отунитът е радиоактивен минерал с химична формула Ca(UO2)2(PO4)2·(10-12)H2O, съдържащ уран.
Отунитът има жълто-зелени кристали, които губят цвета си и се разграждат в суха среда. Флуоресцира с жълто-зелена светлина, когато е изложен на ултравиолетови лъчи – най-важното доказателство, че се отнася тъкмо за този минерал. Въпреки радиоактивните си свойства, отунитът е често срещан минерал, който се открива без особена трудност в много части на света. Само големите находища обаче се експлоатират с търговска цел, затова има реален шанс за любителите колекционери да се натъкнат на минерала по време на експедициите си. Заради неговата радиоактивност е много важно мострите отунит да се съхраняват в пластмасови кутии, покрити отвън с лист олово. В суха среда се получава първичен метаотунит, а след затопляне – вторичен.

## Етимология
Едно от първите находища на отунит е открито през XIX век близо до френския град Отун, на чието име е кръстен минералът.